# Adem Doğan
Adem Doğan (* 5. Oktober 2001 in Kocasinan) ist ein türkischer Fußballspieler.

## Karriere

### Verein
Doğan begann mit dem Vereinsfußball in der Nachwuchsabteilung von Kayserispor. Hier erhielt er zur Saison 2017/18 einen Profivertrag und gehörte fortan neben seinen Einsätzen in den Nachwuchs- und Reservemannschaften auch dem Profikader an. Sein Profidebüt gab er in der Erstligabegegnung vom 18. Mai 2018 gegen Yeni Malatyaspor.

### Nationalmannschaft
Doğan startete seine Nationalmannschaftskarriere 2018 mit einem Einsatz für die türkische U-18-Nationalmannschaft.